# Општина Букурешчи (Хунедоара)
Букурешчи (рум. Bucureşci) општина је у Румунији у округу Хунедоара.
Oпштина се налази на надморској висини од 461 m.